# Kremlin Cup 1995
La Kremlin Cup 1995 è stato un torneo di tennis giocato sul cemento indoor. È stata la 6ª edizione della Kremlin Cup, che fa parte della categoria World Series nell'ambito dell'ATP Tour 1995. Il torneo si è giocato allo Stadio Olimpico di Mosca, in Russia, dal 6 al 13 novembre 1995.

## Campioni

### Singolare maschile
Carl-Uwe Steeb ha battuto in finale  Daniel Vacek con il punteggio di 7–6(5), 3–6, 7–6(6)

### Doppio maschile
Byron Black /  Jared Palmer hanno battuto in finale  Tommy Ho /  Brett Steven con il punteggio di 6–4, 3–6, 6–3